# Коринт
Корѝнт (на гръцки: Κόρινθος, Ко̀ринтос) е древногръцки полис и съвременен град в Южна Гърция, област Пелопонес, административен център на дем Коринт.

## География
Намира се на 78 километра югозападно от Атина, на Коринтския провлак между Централна Гърция и Пелопонес, омиван от запад от водите на Коринтския, а от изток на Сароническия залив. Население 36 555 души според преброяването от 2001 г.

## История
Древен Коринт е един от най-големите и важни древногръцки полиси.
Съвременният Коринт е възстановен след силното земетресение през 1858 г. на 3 км североизточно от разрушения древен град. На 3 км още по-североизточно е входът от Коринтския залив към Коринтския канал (прокаран през 1881 – 1893 г.) с дължина 6,3 км, ширина 22 м, дълбочина 8 м), достигащ до Сароническия залив близо до град Истмия.
Югозападно от древния град върху възвишение се намира Акрокоринт – местният акропол.

## Побратимени градове
- Абълийн, САЩ

## Личности
Починали в Коринт
- Еликонида Коринтска (III век), християнска светица

## Фотогалерия
- Акрополът Акрокоринт
- Храмът на Аполон
- Римски бани
- Коринтският канал